# Évolution (roman)
Pour les articles homonymes, voir Évolution.
Évolution est un roman de Stephen Baxter publié le 30 novembre 2002 en anglais.
Il relate un scénario possible de l'évolution  de l'espèce humaine de - 145 à + 500 millions d'années.
Le roman se découpe en une série de petits récits espacés de quelques milliers à plusieurs centaines de millions d'années.

## Atmosphère du roman
Stephen Baxter imagine des histoires se déroulant dans des cadres préhistoriques et historiques que nous connaissons. Il imagine des situations de fiction qui auraient pu ou qui pourront se produire. 
Les théories scientifiques communément admises ne les interdisent pas, mais il s'agit bien sûr de fictions, entre autres :
- Le "cachalot" volant : sorte de ptérodactyle vivant dans les hautes couches de l'atmosphère et ne redescendant jamais à terre, se nourrissant de micro-organismes.
- Des dinosaures suffisamment intelligents pour construire des outils et avoir une communication sociale rudimentaire à la fin du Jurassique.
- Des hommes de Néandertal réduits en esclavage par l'homo sapiens.
- Des rats du futur ayant évolué en redoutables prédateurs.

Il imagine aussi certaines "premières" de l'Histoire Humaine : le premier être humain se donnant un nom, l'invention de la religion, le premier crime et même l'instauration de la première terreur politique, pendant la préhistoire - le chapitre "Mère".

## Place dans la littérature
L'être humain, ses ancêtres et ses descendants sont décrits comme des êtres souvent misérables, luttant pour leur survie, parfois violents.
On est à mille lieues du mythe du bon sauvage de Jean-Jacques Rousseau.